# Johannes Poeppel
Johannes Poeppel (ur. 20 lipca 1921, zm. 29 września 2007) – niemiecki generał Bundeswehry. W latach 1979–1981 służył jako Inspekteur des Heeres.

## Życiorys
Poeppel urodził się w Schivelbein (dzisiejszy Świdwin). Zdał Abitur (odpowiednik matury) w roku 1939, w mieście Berlin. W tym samym roku dołączył do Wehrmachtu i służył w Artillerieregiment 32 podczas II wojny światowej.
W latach 1947–1949 studiował w Celle.
W 1949 zaczął pracować jako nauczyciel we Wriedel.

## Literatura
- Hans Poeppel, Wilhelm-Karl Prinz von Preußen, Karl-Günther von Hase: Die Soldaten der Wehrmacht, 6. Auflage, München 2000. ISBN 3-7766-2057-9